# Seznam ameriških okultistov
Seznam ameriških okultistov.

## B
- Isaac Bonewits
- Zsuzsanna Budapest

## C
- Paul Foster Case
- David Michael Cunningham
- Scott Cunningham

## F
- Fox sisters

## H
- Manly Palmer Hall
- Corinne Heline
- John George Hohman

## L
- Anton LaVey
- Marie Laveau

## M
- Margot Adler

## P
- Jack Parsons

## S
- Pamela Colman Smith
- Starhawk

## W
- Sarah Winchester
- Jane Wolfe